# April 2006
Portal Geschichte | Portal Biografien | Aktuelle Ereignisse | Jahreskalender | Tagesartikel

◄ |
20. Jahrhundert |
21. Jahrhundert

◄ |
1970er |
1980er |
1990er |
2000er
| 2010er | 2020er | 2030er | ►

◄ |
2002 |
2003 |
2004 |
2005 |
2006
| 2007 | 2008 | 2009 | 2010 | ►

◄ |
Januar 2006 |
Februar 2006 |
März 2006 |
April 2006 |
Mai 2006 |
Juni 2006 |
Juli 2006 |
►
Dieser Artikel behandelt tagesbezogene Nachrichten und Ereignisse im April 2006.

## Tagesgeschehen

### Samstag, 1. April 2006
- Orbit: Brasiliens erster Astronaut Marcos Pontes erreicht um 9.00 Uhr nach zweitägigem Flug in einem Sojus-Raumschiff die Internationale Raumstation.[1]

### Sonntag, 2. April 2006
- Bangkok/Thailand: Zu den Parlamentswahlen haben alle drei Oppositionsparteien einen Wahlboykott angekündigt; siehe auch 3. April.[2]
- Mitteleuropa: Das durch die plötzliche Schneeschmelze verursachte Hochwasser nimmt in vielen Gebieten Mitteleuropas größere Ausmaße an; bis jetzt sind 7 Todesopfer zu beklagen. In der Tschechischen Republik ist der Oberlauf der March im Umkreis von Olmütz betroffen, in Niederösterreich ist ein tagelang durchnässter Damm bei Dürnkrut am Brechen. Zwischen Böhmen und Dresden ist der Wasserstand der Elbe stellenweise um 6 Meter höher als normal (8,5 statt 2 m). In Ungarn sind weite Gebiete an der Donau überschwemmt, auch im Bereich von Budapest.
- Murray Hill/Vereinigte Staaten: Der Hersteller von Systemen und Geräten für die Telekommunikation Alcatel SA wird laut heutiger Mitteilung seines Konkurrenten Lucent Technologies Corp. 60 % der Aktien von Lucent erwerben. Der Name der neuen Firma, die in Frankreich ansässig sein und eine Marktkapitalisierung von 30 Milliarden Euro haben wird, ist noch nicht bekannt.[3]
- Österreich: in der Affäre um die BAWAG P.S.K. tauchen Meldungen auf, die Bank bzw. der Gewerkschaftsbund ÖGB hätten illegal die SPÖ finanziert. Deren Generalsekretär Darabos verneint die Beschuldigungen. Laut dem Experten Hubert Sickinger findet jedenfalls eine Unterstützung von Vorfeldorganisationen beider Großparteien durch Kammern und Verbände statt.
- Türkei: Der zuletzt etwas beruhigte Konflikt zwischen Staatsführung und der kurdischen Bevölkerung im Südosten und Westen bricht wieder aus. In zahlreichen Städten kommt es zu Straßenschlachten zwischen Kurden und der Polizei.
- Vatikanstadt: In einer Serie von Gedenkveranstaltungen wird der vor einem Jahr verstorbene Papst Johannes Paul II. gewürdigt. Allein auf dem Petersplatz versammelten sich Hunderttausende Gläubige. Wie gemeldet, wird zur Todesstunde als emotionaler Abschluss der Gedenkveranstaltungen eine Nachtwache auf dem Platz abgehalten.
- Warschau/Polen: Zigtausende strömen in Polens Hauptstadt auf den Piłsudski-Platz, um ihren inoffiziellen Nationalheiligen zu ehren. Auf diesem Platz begann Johannes Paul II. seinen historischen Polenbesuch 1979. Um 21.37 Uhr (zur Todesstunde vor einem Jahr) läuten für 3 Minuten die Kirchenglocken Warschaus und vieler anderer Städte. Des neuen Papsts Benedikt XVI. Grußbotschaft wird live aus der Vatikanstadt übertragen. Auch in der südpolnischen Heimat von Johannes Paul II. sowie vielen Städten weltweit wird des langjährigen Papstes gedacht.[4]
- Wien/Österreich: Der belarussische Oppositionsführer Aljaksandr Milinkewitsch trifft zu Beratungen mit dem derzeitigen Präsidenten des Rats der Europäischen Union Wolfgang Schüssel zusammen, um politische Auswege nach der gefälschten Präsidentschaftswahl zu erörtern.
- Wien/Österreich: Die Gespräche über die politische Zukunft der serbischen Provinz Kosovo bringen keine Fortschritte. Nach wie vor wollen die Albaner einen eigenen Staat und die Serben lehnen dies grundsätzlich ab.

### Montag, 3. April 2006

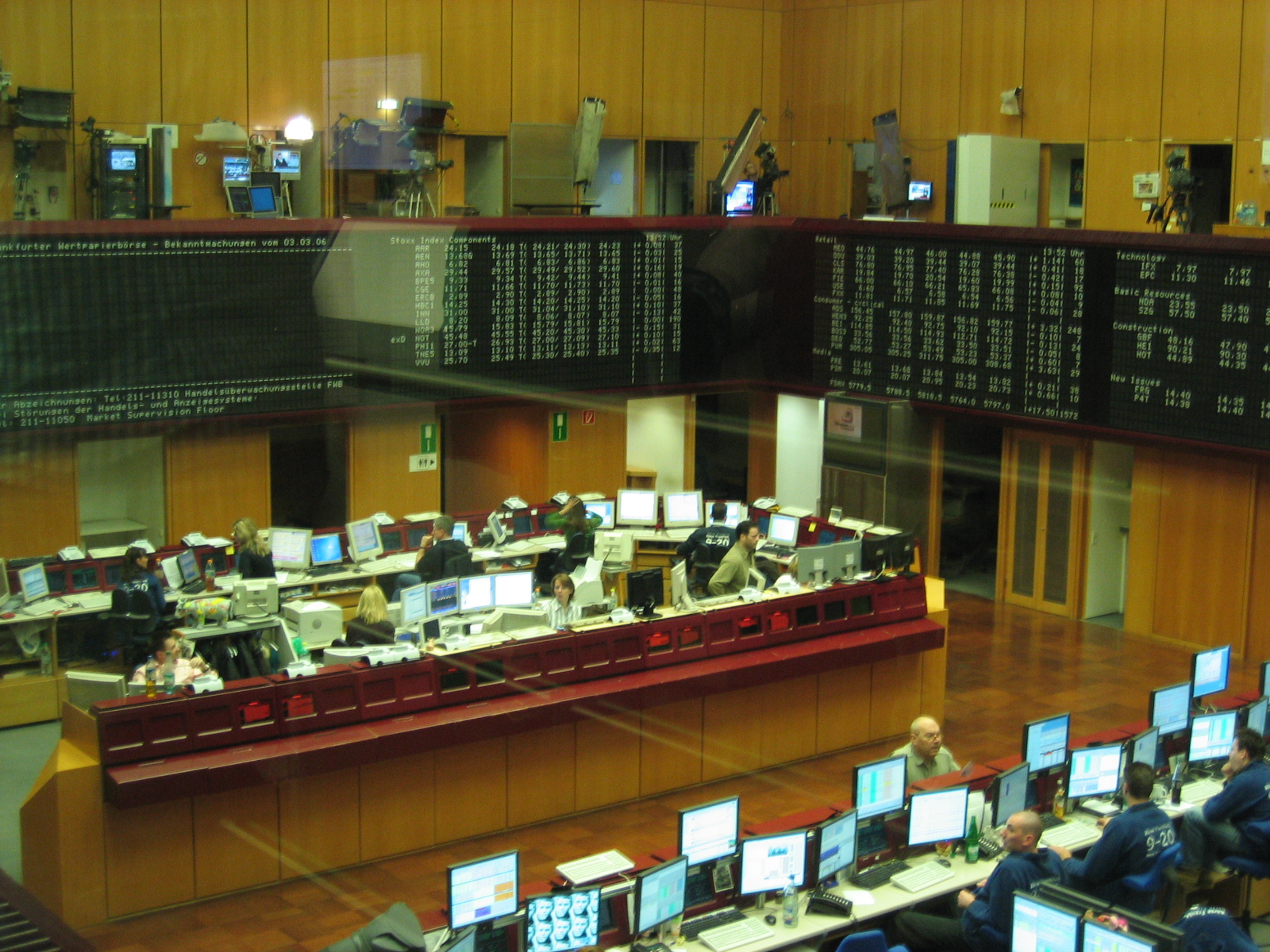
Handelssaal der Börse Frankfurt

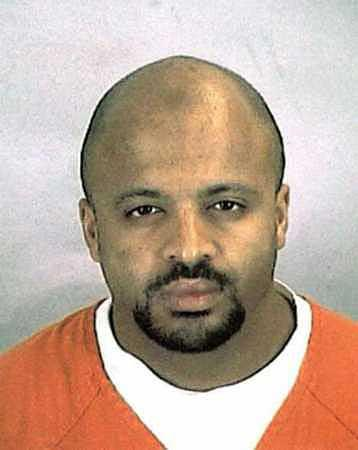
Zacarias Moussaoui

- Afghanistan: Die Staatsführung versichert anlässlich des Gerichtsverfahrens gegen den Christen Abdul Rahman, dass eine Neuordnung der gesetzlichen Vorgangsweise bei moslemischen Konvertiten im Gange ist. Im Jahr 2002 war in die afghanische Rechtsordnung wieder die Scharia eingeführt worden.[5] Für die von Menschenrechts-Gruppen geforderte Änderungen im Grundgesetz sei es aber noch zu früh.
- Frankfurt am Main/Deutschland: Der Aktienindex DAX für die 30 größten an der Börse Frankfurt gelisteten Unternehmen erreicht erstmals seit 2001 wieder einen Schlussstand oberhalb der Marke von 6.000 Punkten. Gegenüber dem bisherigen Bestwert im Tagesverlauf des 7. März 2000 mit 8.136 Punkten verbleibt nur noch ein Verlust des Index von rund 25 %. Im Jahr 2003 waren es noch rund 72 %.[6]
- Freetown/Sierra Leone: In Freetown beginnt der Prozess gegen Charles Taylor, einst Diktator in Liberia, vor dem UN-Kriegsverbrechertribunal mit der Verlesung der Anklage.
- Österreich, Slowakei, Ungarn: Die durch die plötzliche Schneeschmelze verursachten Hochwässer nehmen größere Ausmaße an. In Niederösterreich müssen wegen eines Dammbruchs der March 2.100 Einwohner Dürnkruts evakuiert werden. In Ungarn sind weite Gebiete an der Donau überschwemmt, von der slowakischen Grenze über das Donauknie bis zur Hauptstadt Budapest.
- Sachsen/Deutschland: Das Hochwasser der Elbe (Wasserstand 6 Meter höher als normal) steigt pro Halbtag um 10 bis 20 Zentimeter. In Dresden werden 1.500 Menschen evakuiert, in die Senke des Stadtteils Gohlis schwappt die Elbe über den Deich. Für weitere 130 Kilometer Dämme in Sachsen sieht Umweltminister Stanislaw Tillich (CDU) noch keine Gefahr. Die Abdichtung ist aber schwierig, weil die Schutzwälle gefroren waren und nun auftauen. In Pirna, Schona, Meißen und im Kreis Torgau bleibt die Lage kritisch, wird aber das Ausmaß der Jahrhundertflut von 2002 nicht erreichen. Rund 100 Menschen mussten ihre Häuser verlassen. Der Deich um den Ort Polbitz ist vom Wasser eingeschlossen und kann laut Umweltminister Tillich nicht mehr stabilisiert werden. Auch in Sachsen-Anhalt steigt nun die Flut. In Bayern hingegen entspannt sich die Lage, weil der Regen nachließ.[7]
- Thailand: Im Gefolge der Wahlen wirft die Opposition dem Premierminister Thaksin autoritären Führungsstil und Korruption vor. Politische Kreise befürchten eine Verfassungskrise, weil das Parlament durch den Wahlboykott beschlussunfähig ist.
- Tschechische Republik: Im Hochwasser der Elbe ertranken laut ČTK bereits sieben Menschen. Bei der nordböhmischen Stadt Ústí nad Labem hat die nach Sachsen strömende Elbe am Abend 8,60 Meter Wasserstand – normal sind 2 Meter. Die Prager Regierung ruft nach einer abendlichen Sondersitzung den Notstand für den Kreis Ústí nad Labem und sechs weitere Regionen – u. a. den Kreis Olmütz – aus. Der Notstand gilt laut Ministerpräsident Jiří Paroubek zunächst bis zum 10. April.
- Vatikanstadt: Nach der Nachtwache für den vor einem Jahr verstorbenen Papst Johannes Paul II., an der Tausende Christen teilnahmen, wird erneut der Ruf nach Johannes’ rascher Seligsprechung laut. Auch bei Gedenkfeiern in anderen Ländern wird derselbe Wunsch geäußert.
- Vereinigte Staaten: Im Prozess gegen Zacarias Moussaoui, der wegen terroristischer Aktivitäten angeklagt ist, hält die Jury ein Todesurteil für möglich.
- Wellington/Neuseeland: Wie Premierministerin Helen Clark verkündet, hat Königin Elizabeth den Richter Anand Satyanand (62) zum Nachfolger von Dame Silvia Cartwright ernannt. Er wird ihr Amt als Generalgouverneur am 4. August 2006 übernehmen. Satyanand ist von Fidschi-indischer Abstammung.[8]

### Mittwoch, 5. April 2006

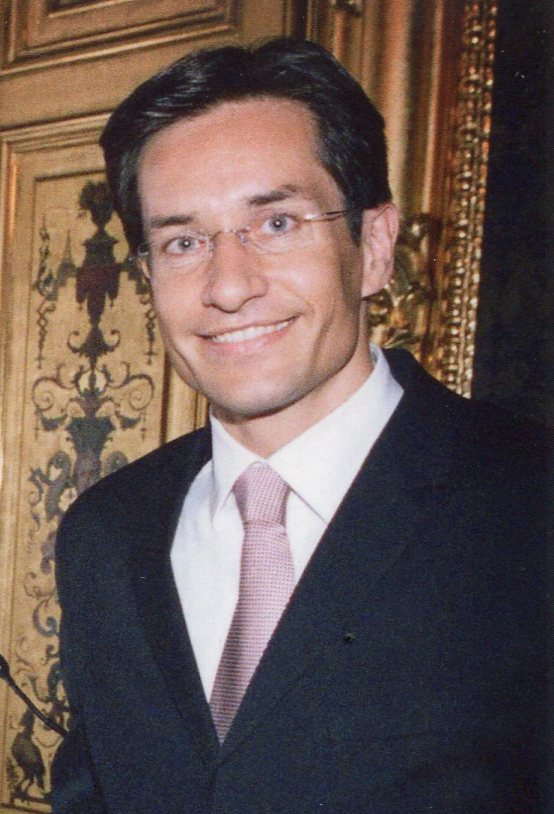
Karl-Heinz Grasser

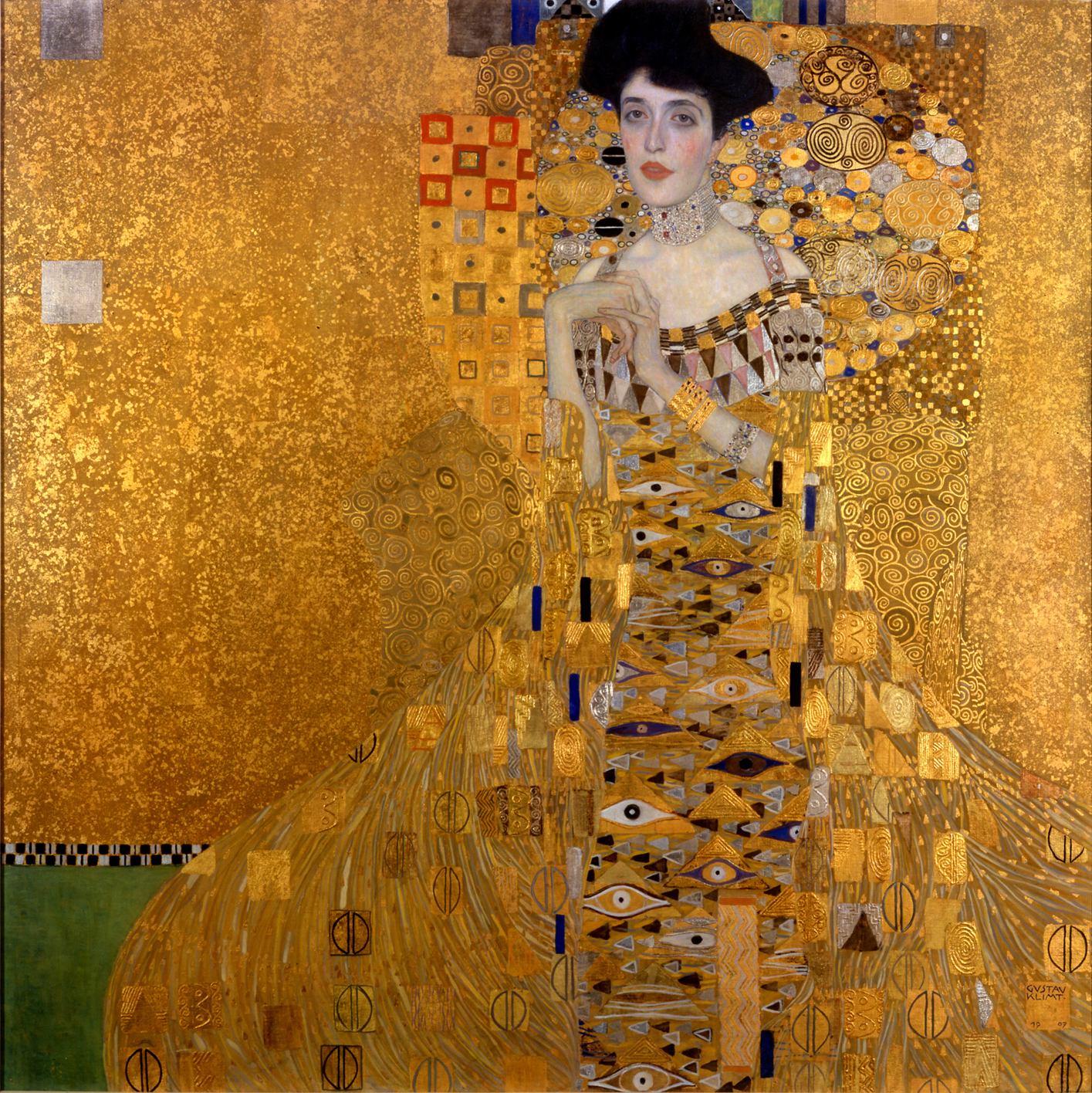
Gustav Klimts lange umstrittene Dame in Gold

- Brüssel/Belgien: Der Rat der 25 Finanzminister der Mitgliedstaaten der Europäischen Union kann sich frühmorgens auf den lange verhandelten Budgetrahmen 2007–2013 einigen. Wie der Ratsvorsitzende, Österreichs Finanzminister Karl-Heinz Grasser mitteilt, waren dafür mehrere Kompromissvorschläge erforderlich. Das Europaparlament hatte Ende 2005 (?) den von den Regierungschefs erarbeiteten zwischenstaatlichen Kompromiss abgelehnt und eine Budgetaufstockung um 12 Milliarden Euro gefordert, um Bildungsprogramme (Erasmus, Leonardo) und EU-Verkehrsprojekte stärker zu forcieren. Die nunmehrige Einigung – der das Parlament noch zustimmen muss – sieht 4 Milliarden Aufstockung vor, die aus Notreserven und Umschichtungen kommen. Neben Bildung und vorrangigem Transitverkehr soll auch die gemeinsamen Außenpolitik GASP und die Wirtschaftsförderung erhöhte Geldmittel erhalten.
- Palästinensische Autonomiegebiete: Die Hamas deutet unabsichtlich an, dass sie zu einer Zweistaatenlösung bereit ist, womit sie erstmals merkbar die Existenz sowohl Palästinas als auch Israels in Betracht ziehen würde.[9]
- Vereinigte Staaten: Jene 5 berühmten Jugendstil-Gemälde des Malers Gustav Klimt (1862–1918), die ein Schiedsgericht im Jänner den in Amerika lebenden Erben zugesprochen hat, sind von österreichischen Museen in die USA überstellt worden, wo sie ab Juni 2006 ausgestellt werden. Für 2–3 der Gemälde (v. a. die „Dame in Gold“, das Ganzkörperporträt Adele Bloch-Bauer I von 1907), die für die Alpenrepublik einen hohen Erinnerungs- und Symbolwert haben, werden noch private Sponsoren für einen geplanten Rückkauf gesucht. Von den erforderlichen 200–300 Mill.€ (?) ist erst ein Teil zugesagt.[10]

### Donnerstag, 6. April 2006
- Karlsruhe/Deutschland: Das seit 1997 besetzte autonome Zentrum Ex-Steffi wird geräumt. Vor zwei Monaten lief der mit der Stadt Karlsruhe ausgehandelte Mietvertrag aus, da die Stadt das Gelände verkaufen will. Verhandlungen über alternative Standorte schlugen wiederholt fehl. Am Morgen wurde die Räumung des mittlerweile verbarrikadierten Hauses angeordnet.
- Kassel/Deutschland: Halit Yozgat, ein türkischstämmiger Betreiber eines Internetcafés, wird am helllichten Tag in der Kasseler Innenstadt durch zwei gezielte Pistolenschüsse ermordet. Er ist das neunte Todesopfer der NSU-Mordserie.[11]
- Mitteleuropa: Die Überschwemmungen der letzten Tage lassen nach, erstmals seit einer Woche sinkt der Wasserstand der March. In den niederösterreichischen Orten Dürnkrut und Stillfried sind aber noch immer hunderte Personen evakuiert.
- Washington, D.C./Vereinigte Staaten: Das bilaterale Abkommen mit Indien über die zivile Nutzung der Atomkraft, das im März abgeschlossen wurde, wird im US-Kongress heftig diskutiert. Außenministerin Rice nennt Indien einen verlässlichen Partner, der nicht mit Iran oder Nordkorea verglichen werden dürfe.

### Freitag, 7. April 2006
- Brüssel/Belgien: Nach gestriger Ermahnung an die radikal-islamische Hamas-Regierung kündigt Außenkommissarin der Europäischen Union Benita Ferrero-Waldner einen Stopp der Zahlungen an. Das Nahost-Quartett stellt 3 Bedingungen für jegliche Direktzahlung: Gewaltverzicht, Anerkennung Israels, Respektieren der bisherigen Abkommen der Palästinenser mit Israel.
- Wien/Österreich: Die seit langem vorbereitete Konferenz Europäischer Imame und Seelsorger an der Universität Wien wird eröffnet. In Interviews konstatieren deutsche Islam-Vertreter wie Ayyub Köhler und Hofmann die sinkende Achtung vor Religionen.[12]

### Samstag, 8. April 2006
- Minsk/Belarus: Der im März unter zweifelhaften Umständen wiedergewählte Staatspräsident Aljaksandr Lukaschenka wird auf seine dritte Amtszeit vereidigt. Im Vorjahr hatte „der letzte Diktator Europas“ für diesen Zweck die Verfassung ändern lassen. Inzwischen wirbt sein unterlegener Gegenkandidat Alexander Milinkewitsch diese Woche in Westeuropa um Unterstützung für die demokratischen Kräfte, die vor der Wahl massiv behindert wurden. Die EU hat im März beschlossen, Mitarbeitern des belarussischen Regimes die Einreise zu verwehren.
- Wien/Österreich: Am Wochenende findet in Österreichs Hauptstadt eine internationale Islamische Konferenz mit über 100 Imamen und Vertretern der EU statt. Beratungsthemen sind u. a. eine bessere Vernetzung, Integration und Bildung, ferner die Aufstiegschancen moslemischer Frauen, die Meinungsfreiheit (anlässlich der Mohammed-Karikaturen) und die belasteten Beziehungen zu einigen EU-Ländern.[13]

### Sonntag, 9. April 2006
- Budapest/Ungarn: Bei der Parlamentswahl wird ein Kopf-an-Kopf Rennen zwischen Regierung (Sozialisten) und Opposition (konservative Fidesz) erwartet. Der zweite Wahldurchgang folgt erst am 23. April, weil das Wahlrecht eine Mischung zwischen Verhältnis- und Mehrheitswahlrecht darstellt.
- Rom/Italien: Die zweitägigen Parlamentswahlen beginnen. Dem oppositionellen Bündnis L’Unione wird nach dem letzten TV-Duell am 3. April zwischen dem amtierenden Präsidenten des Ministerrats Silvio Berlusconi, der das Bündnis Haus der Freiheiten ins Leben rief, und dem Unione-Spitzenkandidaten Romano Prodi der Sieg vorausgesagt. Für einen Erfolg Prodis spricht außerdem, dass die Arbeitslosigkeit in Italien hoch ist, die Exporterlöse sinken und das Staatsdefizit bei circa 4 % liegt.[14]

### Montag, 10. April 2006

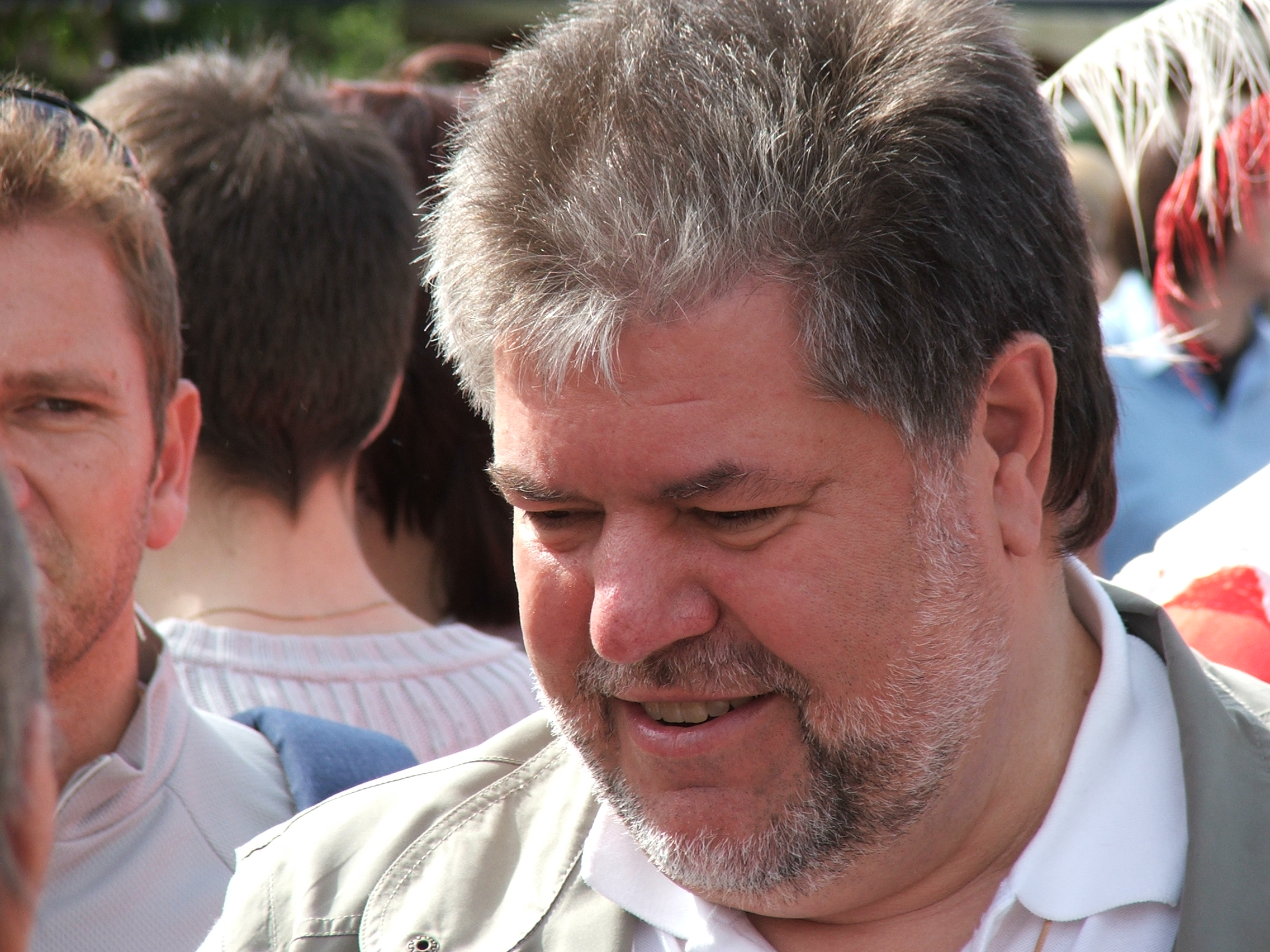
Kurt Beck

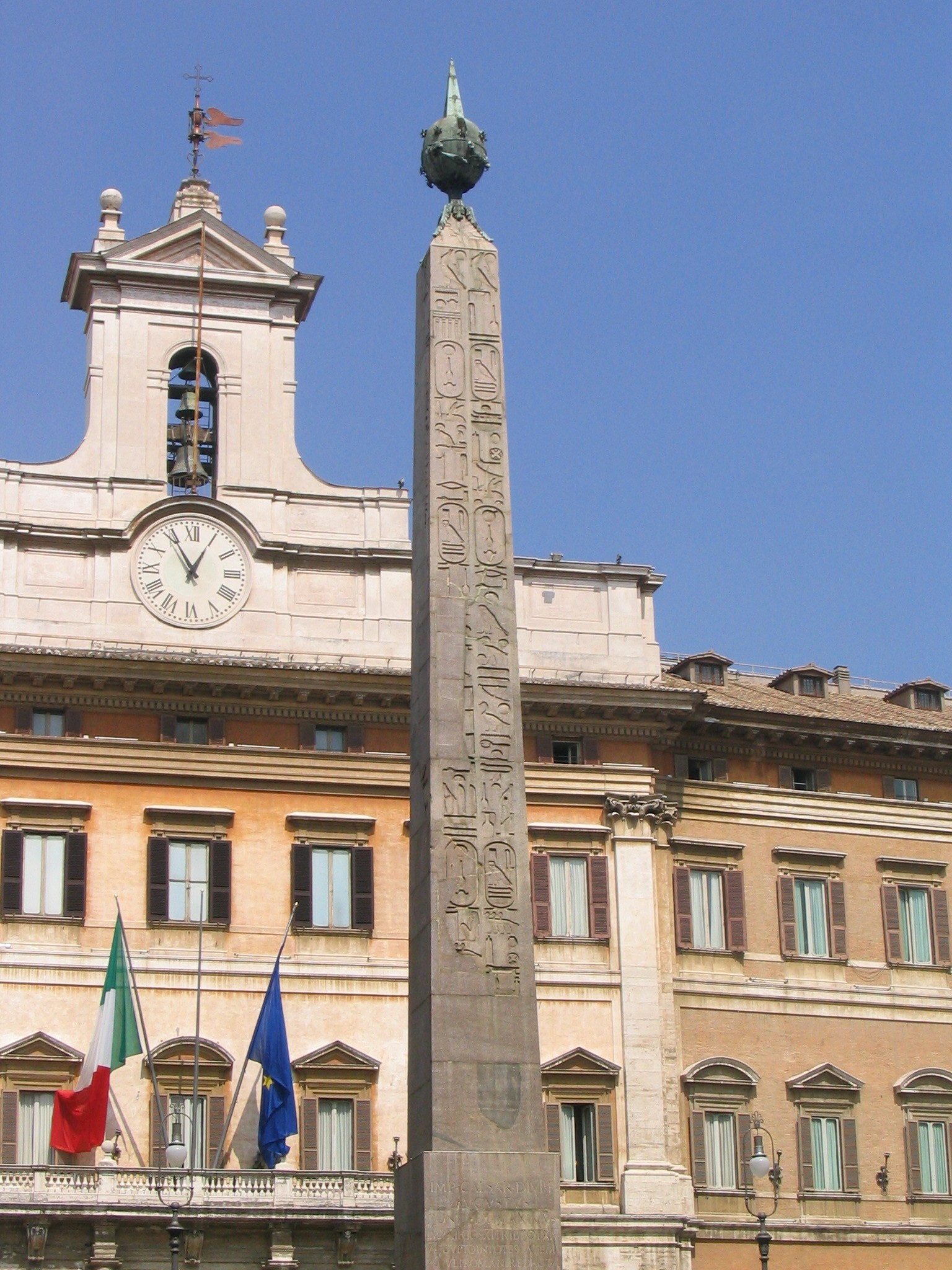
Italienisches Abgeordnetenhaus

- Berlin/Deutschland: Der erst 2005 zum SPD-Parteichef gewählte Matthias Platzeck tritt aus gesundheitlichen Gründen vom Vorsitz der Partei zurück. Der kommissarische neue Amtsinhaber ist Kurt Beck.[15]
- Rom/Italien: Bei den italienischen Parlamentswahlen erleidet das Parteienbündnis Haus der Freiheiten des amtierenden Präsidenten des Ministerrats Silvio Berlusconi eine prozentual knappe Niederlage gegen das Bündnis L’Unione, das von Romano Prodi angeführt wird. Prodi ist designierter neuer Regierungschef, denn sein Bündnis erhält als Wahlsieger einen Bonus und verfügt in der Folge über eine komfortable Mehrheit von 63 Sitzen im Abgeordnetenhaus.[16]

### Dienstag, 11. April 2006
- Jerusalem/Israel: Interimspremier Ehud Olmert übernimmt verfassungsgemäß 100 Tage nach dem Schlaganfall von Ariel Scharon offiziell das Amt des Regierungschefs. Er kündigt einen Teilrückzug aus dem Westjordanland an, das unter palästinensischer Selbstverwaltung steht.
- Österreich: Die VA-Tech-Hydrogruppe wird an Andritz verkauft, womit die Österreicher wieder zu den weltweit größten Erzeugern von Wasserkraft-Turbinen aufschließen. Die EU hatte diesen Teilverkauf gefordert, um einer Fusion von Siemens und VA Tech zustimmen zu können.
- Sonnensystem: Die ESA-Raumsonde Venus Express erreicht ihr Ziel, den Orbit des Planeten Venus, und schwenkt in die vorgesehene Umlaufbahn ein.[17]
- Straßburg/Frankreich: Im Europarat fordern Jean-Claude Juncker und der Vorsitzende des Rats der Europäischen Union Wolfgang Schüssel eine bessere Zusammenarbeit des Europarats mit der EU. Juncker äußert unter anderem, an der Spitze des Europarats solle künftig ein bekannter Politiker mit Regierungserfahrung stehen, was als deutliche Kritik an Terry Davis zu verstehen ist.

### Mittwoch, 12. April 2006
- Natanz/Iran: Trotz der bis Ende April laufenden Frist der Internationalen Atomenergieorganisation nimmt der Iran die Urananreicherung in 164 Zentrifugen der Atomanlage Natanz auf. Voraussichtlich wird der UNO-Sicherheitsrat, wie im März vorgeschlagen, die neue Sachlage beraten und mögliche Sanktionen erörtern.
- Rom/Italien: Die Stimmauszählung der Parlamentswahlen ist abgeschlossen und hat einen 0,1 %-Überhang des Linksbündnisses von Romano Prodi ergeben. Es erhält für diese 25.000 Stimmen die neu eingeführte „Siegerprämie“ und daher 54 % der Mandate. Im Senat hat die „Unione“ voraussichtlich 2 Stimmen Mehrheit. Ministerpräsident Berlusconi spricht von Wahlbetrug (in Rom wurden fünf Kisten mit gültigen Wahlzetteln bei Müllcontainern gefunden) und ist überzeugt, dass sich das Wahlergebnis noch zu seinen Gunsten ändern werde. Laut zentraler Wahlkommission sind die 1,1 Millionen Auslandsstimmzettel korrekt, doch werden 82.000 als ungültig gewertete Stimmzettel noch einmal geprüft.[18]

### Donnerstag, 13. April 2006

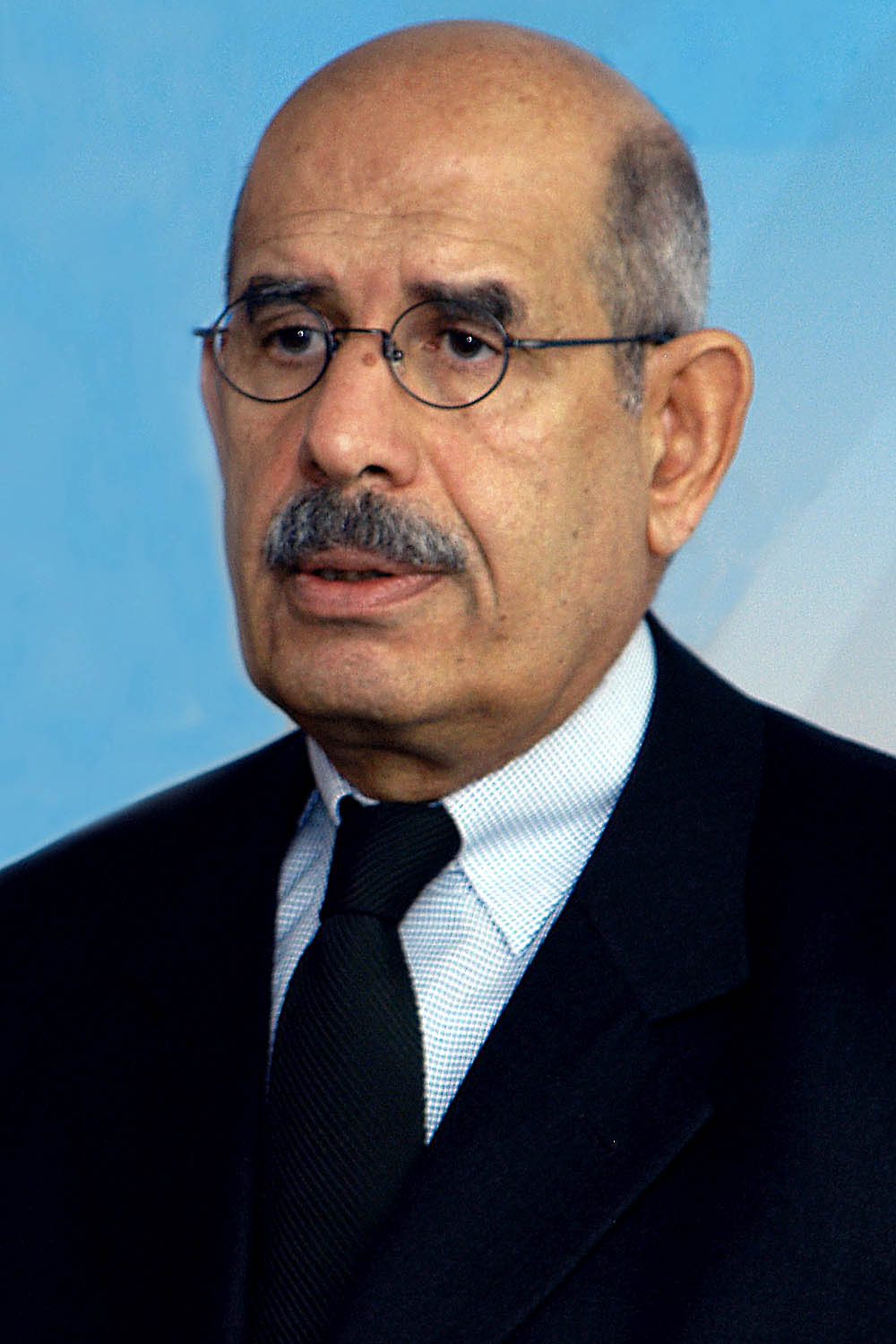
Mohammed el-Baradei

- Anatolien/Türkei: Seit die als Terrorgruppe eingestufte Arbeiterpartei Kurdistans (PKK) 2004 ihre einseitige Waffenruhe aufkündigte, kam es öfters zu Kämpfen, die sich Ende März durch die Erschießung von 14 PKK-Kämpfern bei Diyarbakir verschärften und zu einem Aufruhr unter den Kurden führten. Seit 3 Wochen kamen 20–30 Zivilisten ums Leben; gegen die Massenkundgebungen patrouillieren nun wieder türkische Panzer durch die Kurdenstädte im Südosten Anatoliens. Die Unruhen greifen auch auf Istanbul und Izmir über, wo ebenfalls Millionen Kurden leben.[19]
- Ankara/Türkei: Als Folge kurdischer Anschläge nimmt die Bereitschaft Ankaras zu den von der Europäischen Union geforderten Reformen bezüglich Menschenrechten und kulturellen Freiheiten für die etwa 20 Millionen Kurden ab. Der türkische Nationalismus gewinnt seit Beginn der Beitrittsverhandlungen im Oktober 2005 an Zustimmung. Auf entsprechende Kritik von Erweiterungskommissar Olli Rehn antwortet Außenminister Abdullah Gül, dass der Reformprozess keineswegs stillstehe und neue Regelungen bevorstünden. Sie enthalten laut Gül mehr Rechte für nicht-moslemische Glaubensgemeinschaften und beschränken die Macht der Armee. Mehr Rechte für die Kurden sind allerdings nicht vorgesehen, ebenso wenig ein politischer Dialog. Die Regierung Erdogan lehnt jede Amnestie und auch Verhandlungen mit Kurdenführern ab, die der PKK nahestehen.
- N’Djamena/Tschad: Im nordafrikanischen Staat greifen Rebellen die Hauptstadt N’Djamena an, werden aber von Regierungstruppen zurückgeschlagen. Laut Präsident Idriss Déby (Radio France Internationale) sei die Lage „unter Kontrolle“, die Kämpfer der FUC (Vereinte Front für den Wechsel) wären aufgerieben. Die FUC will den Präsidenten stürzen, der seit seinem Putsch 1990 an der Macht ist. Kämpfe gibt es laut humanitären Organisationen auch 800 Kilometer östlicher in Adre, einer Stadt an der Grenze zum Sudan. Die 1.200 französischen Soldaten sind in Alarmbereitschaft; Hubschrauber und Mirage F1-Kampfjets überfliegen die Hauptstadt. Frankreich stützt den tschadischen Präsidenten (noch); gestern trafen weitere 150 Soldaten aus Gabun zur Verstärkung in N’Djamena ein.
- Teheran/Iran: Im Atomstreit sucht der Leiter der Internationalen Atomenergiebehörde (IAEO) Mohammed el-Baradei das Gespräch mit der iranischen Regierung. Nach dem Treffen mit Chefunterhändler Ali Laridschani sind weitere mit Ministern und Vizepräsident Gholam-Resa Aghasadeh vorgesehen. Staatspräsident Ahmadineschad weilt in Chorassan im Nordwesten der Republik, lässt aber die Nachrichtenagentur Fars verbreiten: Iran ziehe Verhandlungen vor, werde aber die gestern begonnene Urananreicherung niemals aufgeben. Genau das fordert die IAEO und nun auch der Weltsicherheitsrat, der annimmt, dass Irans Regierung unter dem Deckmantel ziviler Kernenergie Atombomben entwickeln will.[20]

### Samstag, 15. April 2006
- Afghanistan: In einem Feuergefecht werden 41 Taliban-Rebellen getötet, die afghanische Polizei verliert sechs Männer.
- Jammu und Kashmir/Indien: Die Polizei verhaftet 9 Verdächtige (vermutliche Mitglieder der Jaish-e Mohammed) in Zusammenhang mit dem Granaten-Überfall auf Srinagar, der 5 Tote und 40 Verletzte verursachte.[21]
- Java/Indonesien: Auf der indonesischen Hauptinsel stoßen zwei Züge zusammen, was mindestens 13 Tote und 26 Verletzte fordert.[22]
- Südosteuropa: Das im Unterlauf der Donau herrschende Hochwasser erreicht nach ersten Analysen das Ausmaß eines Jahrhunderthochwassers.[23]
- Vereinigte Staaten: Ebenso wie die EU stellen nun auch die Vereinigten Staaten die Zahlungen an die in den Palästinensischen Autonomiegebieten regierende Hamas ein, weil diese eine Anerkennung Israels ablehnt. Bei einer islamischen Tagung in Teheran wurde der Kampf gegen Israel von einem hohen Hamas-Vertreter als wichtiges Ziel bestätigt, und Irans Präsident Mahmud Ahmadineschad rief erneut zur Zerstörung Israels auf. Das US-Finanzministerium hat den Handel mit Gaza und Westjordanland untersagt, wenn nicht spezielle Genehmigungen vorliegen.

### Sonntag, 16. April 2006

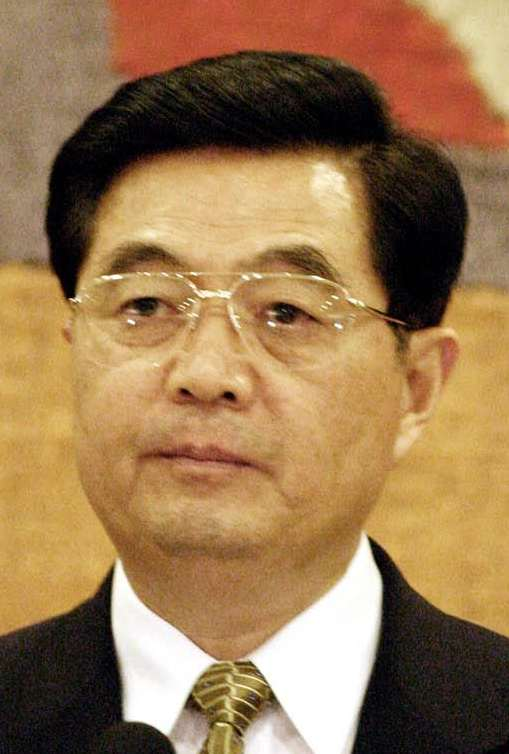
Hu Jintao

- Dublin/Irland: In der irischen Hauptstadt hält das Militär seine erste Parade seit 1970 ab. Es erinnert damit an den Osteraufstand von 1916. Ministerpräsident Bertie Ahern legt einen Kranz in Kilmainham Jail nieder, wo die meisten Aufständischen erschossen wurden.[24]
- Peking/China: Der Generalsekretär der Kommunistischen Partei Chinas (KPC) Hu Jintao trifft sich mit Lien Chan, dem Ehrenvorsitzenden der Kuomintang-Abgeordneten in Taiwan. Hu stellt „15 Favourable Policies“ für die politischen Kontakte zwischen beiden Ländern vor. Am Vortag erläuterte er auf einem Wirtschaftsforum den „Zusammenhang von Frieden und Prosperität“. Hu empfing Lien erstmals im Jahr 2005. Damals wurde Lien als „Eisbrecher“ bezeichnet, der die 60 Jahre währende Gesprächsverweigerung der KPC terminierte.[25]
- Vatikanstadt: Papst Benedikt XVI. fordert in seiner Osterbotschaft eine „für alle ehrenvolle Schlichtung“ im Atomstreit der westlichen Welt mit dem Iran und ruft die „internationale Gemeinschaft“ zu Hilfen für das palästinensische Volk auf, damit es einen „wirklichen Staat“ aufbauen könne.

### Montag, 17. April 2006
- Bern/Schweiz: Der FC Sion gewinnt im Stade de Suisse das Final um den Schweizer Cup im Fussball mit 6:4 nach Elfmeterschießen gegen den Berner SC Young Boys.[26]
- Nepal: Ein von der Opposition ausgerufener Generalstreik gegen den seit 2005 absolut regierenden König Gyanendra geht in seinen 12. Tag. Nahrungsmittelknappheit und Panikkäufe nehmen überhand. In Nijgadh (75 km südlich von Kathmandu) kam ein Demonstrant um, 5 weitere wurden verletzt. Schon vorgestern kulminierten die von den maoistischen Rebellen unterstützten Unruhen in landesweiten Demonstrationen von Tausenden Nepalesen.[27][28]
- Tel Aviv/Israel: Beim Selbstmordattentat des Palästinensers Sami Hammad an einer Busstation im Süden Tel Avivs sterben neben dem Täter neun Zivilisten und 70 weitere werden verletzt. Die Terrorgruppe Islamischer Dschihad übernimmt die Verantwortung für den Anschlag.[29]

### Dienstag, 18. April 2006
- Hanoi/Vietnam: Die Kommunistische Partei Vietnams eröffnet ihren 10. Nationalkongress, der vom Korruptions-Skandal PMU-18 überschattet wird.[30]
- Lod/Israel: Einem aus Moskau kommendes El-Al-Flugzeug gelingt trotz eines Fehlers am Fahrwerk eine perfekte Notlandung auf dem Ben-Gurion-Flughafen.[31]
- London/Vereinigtes Königreich: Nach einer Reuters-Meldung ist die weltgrößte Börse NYSE in New York, Vereinigte Staaten, an einer Fusion mit der London Stock Exchange interessiert. Eine Vereinigung würde zu einer starken Vorherrschaft am Weltpapiermarkt führen. Die Londoner LSE ist schon seit 2000 mit der Deutschen Börse im Gespräch und hatte Ende März 2006 ein Angebot der amerikanischen Nasdaq als feindlich und zu niedrig abgelehnt. Analysten hielten zuletzt ein konkretes NYSE-Gebot für eine europäische Großbörse für unwahrscheinlich, weil sie noch mit der Integration der Chicagoer Computerbörse Archipelago beschäftigt sei.[32][33]
- Mitteleuropa, Südosteuropa: Entlang des Unterlaufs der Donau herrscht das gewaltigste Hochwasser seit über 100 Jahren. Tausende Nothelfer im besonders betroffenen Rumänien, aber auch in Bulgarien sowie Serbien und Montenegro arbeiten an Abdichtungen der Dämme. Wegen Dammbrüchen beim südrumänischen Bistreț müssen tausende Personen ihre Häuser verlassen; sieben Dörfer stehen unter Wasser. In Ungarn überschwemmt die Theiß noch immer tiefliegende Teile Pannoniens. Zum Hochwasser trägt die geologische Einheitlichkeit des mittleren Donaugebietes zwischen der Slowakei und dem Balkangebirge bei. Hingegen können nun an der March, wo zwischen 2. und 10. April bei Dürnkrut (Ostgrenze Österreichs) 2000 Evakuierungen nötig waren, die Aufräumungsarbeiten beginnen.[34]
- Redmond/Vereinigte Staaten: Chinas Staatspräsident Hu Jintao startet seinen ersten Besuch der USA mit einem Rundgang beim Soft- und Hardwarehersteller Microsoft Corporation im Westküsten-Staat Washington. Das Protokoll der Gastgeber vermeidet den Begriff „Staatsbesuch“, mutmaßlich wegen der starken Verbreitung von illegal kopierter Software in China.[35]
- San Francisco/Vereinigte Staaten: San Francisco gedenkt des großen Erdbebens von 1906. Die Gedenkfeiern werden bis Jahresende dauern.[36]
- Sudan: Nach Meldungen aus Ägypten wurde der Geflügelpest-Virus H5N1 im größten Flächenstaat Afrikas nachgewiesen.[37]

### Mittwoch, 19. April 2006
- El Mutún/Bolivien: Die Armee befreit 3 Minister aus der Geiselhaft durch Bewohner von El Mutún. Der Ort hat das größte Eisenerz-Vorkommen der Welt.[38]
- Honiara/Salomonen: Mehrere hundert Randalierer protestieren in der Hauptstadt Honiara gegen die Wahl von Snyder Rini zum neuen Regierungschef des Südsee-Staates. Durch Steinwürfe werden 6 Polizisten verletzt – vermutlich aus dem 280-Mann-Kontingent, das 2003 von Australien und Neuseeland hier stationiert wurde, um die jahrelange Gewalt zwischen rivalisierenden Gruppen zu beenden. Die Inselgruppe liegt 4000 km nordöstlich von Neuseelands Hauptstadt Wellington. Ein Teil Chinatowns brennt, Touristen werden aus dem früheren Urlaubsparadies ausgeflogen, in dem 2.000 Aufständische Schrecken verbreiten. Mit australischer Hilfe soll nun die Lage beruhigt werden.[39]
- Rom/Italien: Der Oberste Gerichtshof weist die Beschwerde von Ministerpräsident Silvio Berlusconi über Unregelmäßigkeiten bei Wahlkommissionen anlässlich der vergangenen Parlamentswahl zurück, womit der knappe Sieg des Mitte-links-Bündnisses „Siegerprämie“ von Romano Prodi indirekt bestätigt ist. Sein Vorsprung gegenüber der Mitte-rechts-Koalition beträgt nur 24.000 Stimmen beziehungsweise 0,06 % der Stimmen.[40]
- Japan: Das Glasherstellungsunternehmen Nippon Sheet Glass Co. übernimmt das britische Unternehmen Pilkington.

### Donnerstag, 20. April 2006
- China: Nach Meldungen von Amnesty International werden vom KP-Regime jährlich etwa 1.800 Todesurteile vollstreckt, darunter auch an Jugendlichen, was AI besonders kritisiert. An zweiter Stelle liegt der Iran mit 94 Todesurteilen, es folgen Saudi-Arabien und die USA.
- London/Vereinigtes Königreich: Der Erdölpreis steigt auf das Rekordhoch von 73,4 $ am Londoner Markt – vermutlich durch Spekulation wegen zu geringer US-Reserven und den Energieverbrauch Chinas, auch der Atomstreit USA-Iran dürfte eine Rolle spielen. Der Verband europäischer Mineralölkonzerne rechnet mittelfristig mit einem Absinken auf rund 40 Dollar innert 1–2 Jahren.
- Österreich: Die Schülertests für eine neue PISA-Studie über Kenntnisse in den Naturwissenschaften beginnen, in selbigen fielen Österreich und Deutschland 2005 auf Platz 15 beziehungsweise 19 zurück. Die in über 50 Ländern geplante Studie soll Ende 2007 vorliegen.
- Vereinigte Staaten: Der seit 2003 als Chinas Staatspräsident amtierende Hu Jintao wird heute von Präsident George W. Bush empfangen. Auf seinem ersten US-Besuch traf er vorgestern in Seattle an der Pazifikküste ein.

### Freitag, 21. April 2006
- London/Vereinigtes Königreich: Der 80. Geburtstag der britischen Königin Elisabeth II. wird landesweit und im Commonwealth von Millionen Menschen gefeiert; er klingt in London mit einem großen Feuerwerk und einem Dinner im Kreis der königlichen Familie aus.
- Stralsund/Deutschland: Bundeskanzlerin Angela Merkel empfängt den schwedischen Regierungschef Göran Persson. Bei einem Empfang in Stralsund würdigt sie die Erfolge der schwedischen Reformpolitik und verweist auf die Energiepolitik, die Gestaltung der Sozialsysteme und die gleichzeitige Rücksicht auf die Umwelt. Persson betont die Entwicklungspotenziale in der Ostseeregion, die eine der stärksten in Europa werden könne.

### Samstag, 22. April 2006

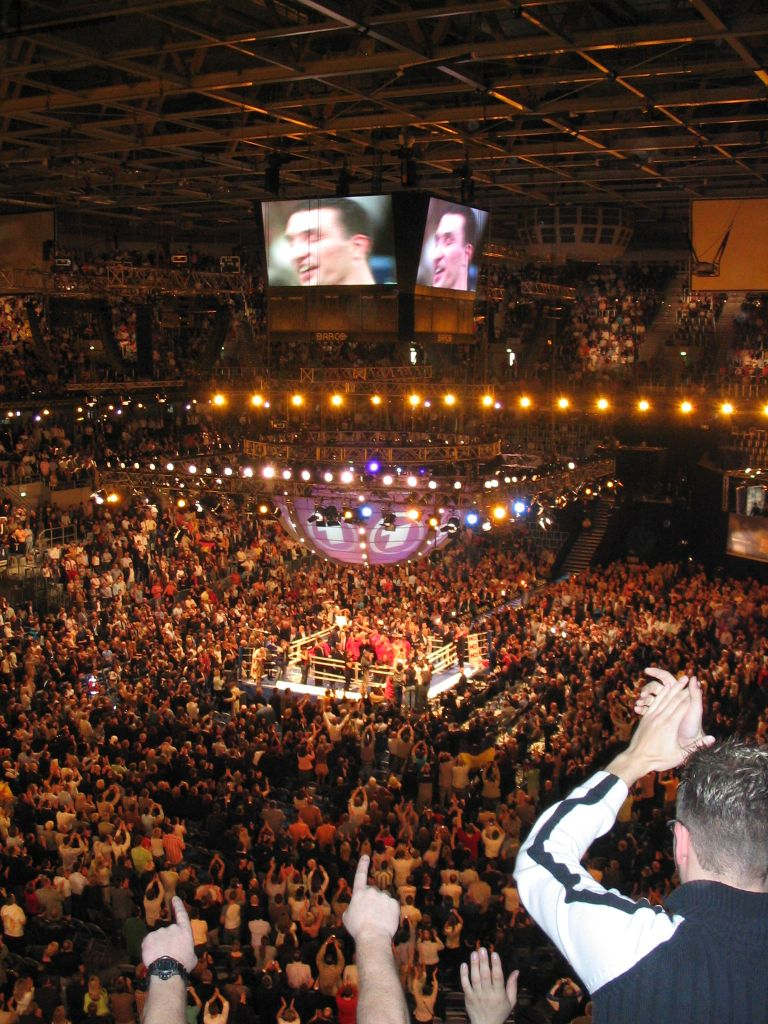
Die Mannheimer SAP-Arena nach Klitschkos Boxkampf

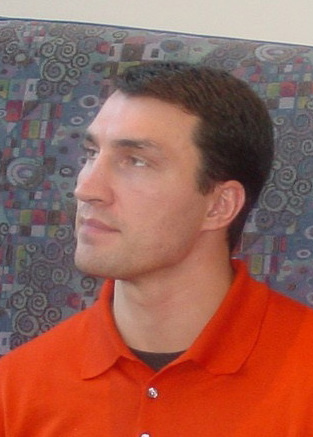
Wladimir Klitschko

- Bagdad/Irak: Nach dem Rücktritt des bisherigen Regierungschefs Ibrahim al-Dschafari, dessen Regierungsverhandlungen seit Wochen zunehmend blockiert wurden, wird nun der Schiiten-Politiker Nuri al-Maliki vom Staatspräsidenten mit der Regierungsbildung beauftragt. Der Präsident – der Kurde Dschalal Talabani – war selbst erst kurz zuvor vom Parlament im Amt bestätigt worden. Da die erhoffte „Regierung der nationalen Einheit“ nicht am Prinzip, sondern der Person Dschaafari gescheitert war, ging man mit Maliki auf die Nummer 2 der Islamischen Dawa-Partei über. Malikis Regierung will vor allem gegen Terrorismus und Korruption vorgehen. Das Parlament stimmte mit 198 von 275 Stimmen dem neuen Staatspräsidium zu: neben Talabani der Schiit Adil Abd al-Mahdi (Irakische Allianz) und der Sunnit Tarek el Haschemi. Die drei Politiker wurden unter dem Beifall der Abgeordneten umgehend vereidigt.[41][42]
- Kathmandu/Nepal: Trotz des Ausgangsverbots gehen die Demonstrationen gegen König Gyanendra weiter und fordern rund 150 Verletzte. Nun gerät auch die Monarchie selbst in Kritik. Der seit Februar 2005 absolut regierende König macht erste Zugeständnisse und bietet 7 Oppositionsparteien an, einen Ministerpräsidenten vorzuschlagen. Diesen geht das jedoch nicht weit genug; sie fordert eine neue Verfassung, die die Macht des Königs einschränken soll. Laut dem früheren Ministerpräsidenten Girija Prasad Koirala sei Gyanendras Erklärung bedeutungslos.[43]
- Mannheim/Deutschland: Der ukrainische Box-Profi Wladimir Klitschko bezwingt den Schwergewichtsweltmeister der International Boxing Federation Chris Byrd aus den Vereinigten Staaten in der siebten Runde durch technischen K. o. und ist nach circa dreijähriger Unterbrechung wieder Weltmeister eines großen Verbands. Zugleich erobert er mit seinem 46. Sieg im 49. Profi-Kampf den WM-Titel der International Boxing Organization, eines kleineren Verbands.[44][45]

### Sonntag, 23. April 2006

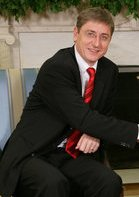
Ferenc Gyurcsány

- Budapest/Ungarn: Nach Auszählung fast aller Stimmen des 2. Durchgangs der Parlamentswahl steht der Wahlsieg der sozialliberalen Koalition von Ministerpräsident Ferenc Gyurcsány fest (beim 1. Durchgang vor 2 Wochen war ihr Vorsprung noch gering). Damit ist erstmals seit dem Fall des Kommunismus eine ungarische Regierung wiedergewählt worden. Sozialisten und Liberale schlossen ihr Wahlbündnis schon vor der zweiten Wahlrunde – die das Mischsystem zwischen Verhältnis- und Mehrheitswahlrecht erfordert – und kündigten eine Fortsetzung der Koalition an. Gyurcsanys Gegenspieler Viktor Orbán gratulierte dem Wahlsieger.
- Hannover/Deutschland: Die Bundesrepublik und Indien wollen ihre Beziehungen in der Energiepolitik intensivieren. Kanzlerin Angela Merkel erklärt nach einem Treffen mit Indiens Premier Manmohan Singh, dass auch eine stärkere Kooperation im Bereich der zivilen Kernenergie möglich sei. Singh und Merkel betonten im Vorfeld der Hannover Messe die Bedeutung der deutsch-indischen Handelsbeziehungen. Zur möglichen Anerkennung Indiens als Atommacht sagt Merkel, die Bundesregierung wolle zunächst die Entwicklung in den USA abwarten.

### Montag, 24. April 2006
- Dahab/Ägypten: Eine Terrorserie im Badeort Dahab auf der Sinai-Halbinsel fordert nach Angaben aus Kairo 22 Tote und 87 Verletzte. Unter letzteren seien 29 Ausländer, darunter zwei deutsche Urlauber. Auf einer Strandpromenade des Urlaubsortes waren am Abend kurz hintereinander drei Bomben explodiert. Konsularbeamte der deutschen und österreichischen Botschaft sind vor Ort.[46]
- Kathmandu/Nepal: Nach vielen Demonstrationen und einem Generalstreik stimmt der autoritär regierende König Gyanendra einer Hauptforderung der Opposition zu, das 2002 aufgelöste Parlament wieder einzusetzen. In einer Rede an die Nation kündigt er an, das Parlament werde diesen Freitag zusammentreten. Eine Reaktion der oppositionellen Allianz steht noch aus; sie hatte für morgen die größte Massendemonstration seit Beginn der Proteste angekündigt.[47]
- Teheran/Iran: Präsident Mahmud Ahmadineschad erklärt 4 Tage vor Ablauf einer Frist des Weltsicherheitsrates, der Iran werde die Urananreicherung weiterführen. «Wir sind bereits ein Atomstaat, aber wir werden unsere Atomtechnologie nur für friedliche Zwecke nutzen», sagte Ahmadineschad in Teheran. Der von Moskau vorgeschlagene Kompromiss, die iranische Urananreicherung nach Russland zu verlegen, stehe derzeit nicht zur Debatte.[48]

### Dienstag, 25. April 2006
- Ägypten: Zu den blutigen Bombenanschlägen im Badeort Dahab (Sinai) gibt es noch keine heiße Spur, doch nahm die Polizei bislang 10 Verdächtige fest. Die 3 Explosionen töteten mindestens 22 Menschen, darunter einen Zehnjährigen aus Baden-Württemberg. Die Tat löste weltweit Abscheu aus. Kanzlerin Angela Merkel nennt die Anschläge ein „menschenverachtendes Verbrechen“, Präsident George W. Bush eine „abscheuliche Tat“.[49]
- Kairo/Ägypten: Mit einer Videobotschaft an die Muslime und US-Präsident George W. Bush meldet sich erstmals der Anführer der Al-Qaida-Terroristen im Irak Abu Musab az-Zarqawi zu Wort. Der Jordanier meint, Bush hätte das «Waffenstillstandsangebot» von Osama bin Laden annehmen sollen; seine Arroganz habe ihn daran gehindert. Sarkawis Gruppe hat sich zu einigen der grausamsten Anschläge und Entführungen im Irak bekannt. An der Authentizität des Videobandes bestehen kaum Zweifel.[50]
- Paris/Frankreich: Der französische Weltklasse-Fußballer Zinédine Zidane (33) kündigt in einem TV-Interview an, seine Profi-Karriere nach der WM in Deutschland zu beenden. Diesmal sei seine Entscheidung «definitiv». Zidane steht beim spanischen Rekordmeister Real Madrid noch bis Sommer 2007 unter Vertrag.[51]
- Potsdam/Deutschland: Bundeskanzlerin Angela Merkel setzt sich für die Beteiligung der Väter an der Kinderbetreuung ein: „Wir müssen einen Weg finden, wo wir nicht bestrafen, aber wo man sehr wohl einen Bonus geben kann.“[52]

### Mittwoch, 26. April 2006
- Kairo/Ägypten: Zwei Tage nach den Terroranschlägen in dem ägyptischen Touristenort Dahab sprengen sich auf der Sinai-Halbinsel erneut zwei Selbstmordattentäter in die Luft. Diesmal gelten die Attentate Polizisten und Angehörigen der Multinationalen Truppen. Außer den Attentätern kam laut Innenministerium niemand zu Schaden.[53]
- Karlsruhe/Deutschland: Im Streit um Milliarden-Zuschüsse des Bundes für das Land Berlin hält das Bundesverfassungsgericht eine Neuordnung der gesamten Finanzverteilung in Deutschland für möglich. Mehrere Richter machen deutlich, es gehe nicht allein um die Finanznöte der Hauptstadt, sondern um ein Verteilungsproblem, und fordert die Bundesregierung zu klaren Anweisungen auf. Die mit 60 Milliarden Euro verschuldete Hauptstadt will in Karlsruhe höhere Bundeshilfen einklagen. Das Urteil wird erst in einigen Monaten verkündet.[54]
- Kiew/Ukraine: Mit Gottesdiensten und Schweigeminuten gedenken zehntausende Menschen der Atomreaktor-Katastrophe von Tschernobyl vor 20 Jahren. Am Ort der Tragödie erinnert der ukrainische Präsident Wiktor Juschtschenko an das Schicksal unzähliger Strahlenopfer. Trauernde Angehörige bringen Blumen zu den Gedenkstätten. In der belarussischen Hauptstadt Minsk protestieren etwa 10.000 Menschen beim traditionellen Tschernobyl-Marsch auch gegen Staatspräsident Aljaksandr Lukaschenka. Einige Untersuchungen des Reaktorunfalls 1986 prangern den leichtfertigen Einsatz von Soldaten zu Aufräumungsarbeiten an. Sie waren großteils ungeschützt und wurden später nicht systematisch untersucht. Man vermutet tausende Tote, die in keiner Statistik aufscheinen.[55]
- Potsdam/Deutschland: Brandenburgs Innenminister Jörg Schönbohm (CDU) erklärt den Streit mit Generalbundesanwalt Kay Nehm über die Ermittlungen zum Potsdamer Überfall auf einen dunkelhäutigen Deutschen für beendet. Beide hätten am Dienstag miteinander telefoniert, sagte Schönbohm am Mittwoch vor Journalisten. „Das Thema ist durch.“ Schönbohm hatte Nehm vorgeworfen, den Fall übereilt an sich gezogen zu haben. Aus Sicht des CDU-Politikers gibt es keine Koalitionskrise mit der SPD, allerdings müssten sich die Umgangsformen ändern.[56]
- Teheran/Iran: Irans oberster Führer, Ajatollah Seyyed Alī Chāmene'ī, droht den USA im Falle eines Angriffs mit massiver Vergeltung. «Sie bekommen jeden Schlag, den sie uns zufügen, doppelt zurück», sagt Chāmene'ī im iranischen Fernsehen. Übermorgen läuft das Ultimatum des UN-Sicherheitsrates an Iran ab, die umstrittene Urananreicherung einzustellen. Ein Gespräch einer hochrangigen iranischen Delegation mit der IAEO in Wien endet ergebnislos.[57]
- Tomsk/Russland: Präsident Wladimir Putin und Bundeskanzlerin Angela Merkel wollen die deutsch-russischen Beziehungen weiter vertiefen. Bei der Eröffnung der 8. deutsch-russischen Regierungskonsultationen kündigt Merkel an, beim Treffen würden zahlreiche Wirtschaftsverträge abgeschlossen. Bei den Themen Energie, Wirtschaft und Finanzen gibt es schon nach dem ersten Gespräch ein positives Fazit. Strittig sind der iranische Atomkonflikt und der Nahe Osten.[58]

### Donnerstag, 27. April 2006

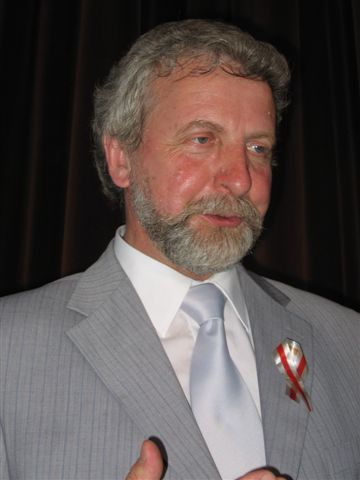
Alexander Milinkewitsch

- Berlin/Deutschland: Die Institute für Wirtschaftsforschung prognostizieren, dass die deutsche Wirtschaft 2006 um 1,8 % wachsen werde. Dies wäre das stärkste Wachstum seit sechs Jahren. Als Gründe werden Export, Inlandsnachfrage, Investitionen, niedrige Zinsen und die seit dem Regierungswechsel positivere Stimmung genannt. Um die Konjunktur 2007 nicht zu dämpfen, schlagen die Experten vor, die geplante Erhöhung der Umsatzsteuer in zwei Stufen vorzunehmen.
- Frankfurt (Oder)/Deutschland: Die Mutter der neun toten Babys von Brieskow-Finkenheerd in Brandenburg verweigert zu Prozessbeginn die Aussage. Die Anklage wegen Totschlags geht davon aus, dass die Frau die Geburten von 8 Kindern verheimlicht hat, um sie sofort zu töten. Das Urteil wird Ende Mai erwartet.
- Kathmandu/Nepal: In Nepal schreitet die Demokratisierung voran: König Gyanendra ernannte am Abend den 82-jährigen Girija Prasad Koirala offiziell zum neuen Ministerpräsidenten. Morgen soll das vom König nach wochenlangen Straßenprotesten wieder eingesetzte Parlament zu seiner ersten Sitzung zusammenkommen. Die maoistischen Rebellen verkündeten unterdessen eine einseitige Waffenruhe. Sie solle für drei Monate gelten und trete sofort in Kraft, hieß es in einer Erklärung der Rebellen.[59]
- Nasiriya/Irak: Bei einem Bombenanschlag auf einen ausländischen Truppenkonvoi in Nasiriya werden vier Soldaten getötet und viele Menschen verletzt. Die Todesopfer sind drei Italiener und ein Rumäne. Staatspräsident Carlo Azeglio Ciampi äußert sich bestürzt.
- New York/Vereinigte Staaten: Viereinhalb Jahre nach den Terroranschlägen beginnt der Neubau des World Trade Centers. Im Jahr 2012 wird der Freedom Tower (541 Meter) das höchste Gebäude der USA sein, doch ist das Interesse privater Unternehmen an der Miete von Büros noch gering.[60]
- Rügen/Deutschland: Auf der Ostseeinsel sind zweieinhalb Monate nach Ausbruch der Vogelgrippe H5N1 alle Sperrbezirke aufgehoben worden und alle Strandabschnitte wieder betretbar. Hinsichtlich der Stallpflicht strebt Landwirtschaftsminister Horst Seehofer eine unbefristete Verlängerung an. Sie bringt allerdings laut Züchterverband manche Geflügelhalter in Existenznot, weshalb Beihilfen für Gänsehalter angedacht werden.[61]
- Tomsk/Russland: Präsident Wladimir Putin und Bundeskanzlerin Angela Merkel bezeichnen die deutsch-russischen Beratungen als „offen und intensiv“. Trotz Differenzen in der Außenpolitik werde man die bilaterale Zusammenarbeit weiter vertiefen und – z. B. im Atomstreit mit Iran- international abstimmen. Russland strebt westliche Investitionen und Sicherheit für seine Energieexporte an, Deutschlands Energiekonzern E.ON bietet ein 49-Prozent-Konsortium am Gasförderprojekt Juschno-Russkoje an.[62]
- Belarus: Oppositionsführer Alexander Milinkewitsch wird wegen Teilnahme an einer nicht genehmigten Kundgebung zu 15 Tagen Haft verurteilt, kündigt aber Berufung an. An der gestrigen Tschernobyl-Gedenkveranstaltung hatte er vor 10.000 Anhängern zu einem demokratischen Machtwechsel aufgerufen. Die EU reagiert empört auf die Verhaftungswelle gegen Oppositionelle.[63]
- Weißwasser/Deutschland: Bundespräsident Horst Köhler sieht Defizite bei der Integration von Ausländern. Das Thema sei zu lange verschlafen worden, sagt Köhler bei einem Besuch in Sachsen. Manche meinten wohl, es regele sich von allein. In Deutschland lebende Ausländer sollten sich zu Traditionen und Werten der Bundesrepublik bekennen; zugleich sollte man andere Kulturen und Hautfarben nicht als etwas Fremdes und Feindliches ansehen.[64]

### Freitag, 28. April 2006
- Trikala/Griechenland: In einem Gefängnis im zentralgriechischen Trikala erzwingen die Häftlinge durch „Randale“ eine Verbesserung ihrer Haftbedingungen.

### Samstag, 29. April 2006
- Berlin/Deutschland: Im Endspiel des DFB-Pokals der Herren im Olympiastadion Berlin gewinnt der FC Bayern München 1:0 gegen Eintracht Frankfurt.[65]
- Berlin/Deutschland: Oliver Bierhoff verlängert seinen Vertrag als Teammanager der deutschen Fußballnationalmannschaft der Herren bis 2010.[66]
- New York/Vereinigte Staaten: Mehr als 300.000 Menschen demonstrieren nach Angaben des Veranstalters gegen den Irakkrieg, gegen ein militärisches Vorgehen gegen den Iran und für den Abzug der Streitkräfte der Vereinigten Staaten aus Vorderasien. Die Polizei spricht von einer „viel geringeren Zahl“ an Teilnehmern.[67]

### Sonntag, 30. April 2006
- Les Crosets/Schweiz: Die Schweizer Ex-Skirennfahrerin Corinne Rey-Bellet und ihr Bruder Alain werden gewaltsam getötet.

## Weblinks

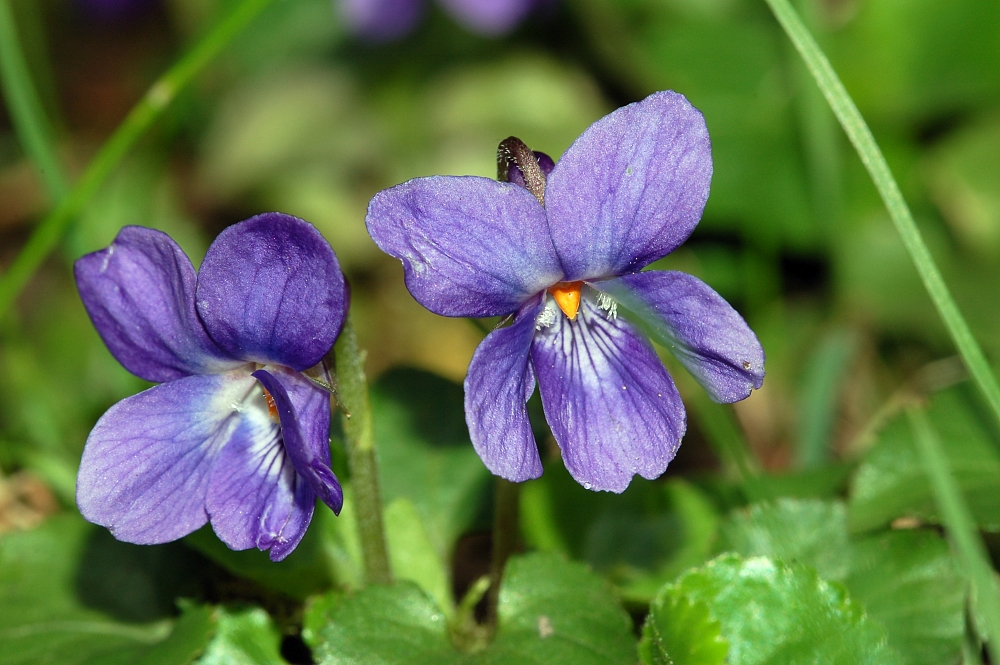
Frankfurt am Main im April 2006
(Viola odorata)